# Гасанова, Зулейха Аскерали кызы
Зулейха Аскерали кызы Гасанова (азерб. Züleyxa Əsgəralı qızı Həsənova; 31 января 1927, Масаллинский район — 1 декабря 2011, там же) —  советский табаковод, звеньевая колхоза имени Орджоникидзе Масаллинского района, Герой Социалистического Труда (1949). Мать-героиня (1969).

## Биография
Родилась 31 января 1927 года в селе Гегечёль Ленкоранского уезда Азербайджанской ССР (ныне Масаллинского района Азербайджана).
С 1941 года звеньевая колхоза имени Орджоникидзе (бывший имени Чапаева), с 1964 года звеньевая совхоза «Комсомол» Масаллинского района. В 1948 году получила урожай табака сорта «Трапезонд» 25,3 центнера с гектара на площади 3 гектара.
Указом Президиума Верховного Совета СССР от 1 июля 1949 года за получение высоких урожаев табака Зулейхе Аскерали кызы Гасановой присвоено звание Героя Социалистического Труда с вручением ордена Ленина и золотой медали «Серп и Молот».
В 1969 году получила звание Матери-героини за рождение и воспитание 11 детей.
С 1978 года пенсионер союзного значения, с 2002 года получала почётную пенсию Президента Азербайджана.
Активно участвовала в общественно-политической жизни Азербайджана. Депутат Верховного Совета Азербайджанской ССР 8-го созыва.
Скончалась 1 декабря 2011 года в результате астмы.

## Награды
- медаль «Серп и Молот» (01.07.1949)
- орден «Мать-героиня» (1969)
- орден Ленина (01.07.1949)
- медаль «За трудовую доблесть» (17.08.1950)
- медаль «За трудовую доблесть» (08.04.1971)